# Ланда, Марина Анатольевна
Мари́на Анато́льевна Ла́нда (род. 11 июля 1960 года, Ленинград) — российский музыкант, композитор, теле- и радиоведущая.

## Биография
Родители — Анатолий Максимович Ланда (1932—2024), родом из Одессы, заслуженный учитель школы Российской Федерации (1994), заведующий кафедрой технической механики Санкт-Петербургского физико-механического инженерного колледжа имени С. А. Зверева, и Эсфирь Мовшевна Ланда (1931—2020), звукоинженер на киностудии Ленфильм. Окончила актёрско-режиссёрский класс при Ленинградской консерватории им. Римского-Корсакова, затем дирижёрско-хоровой факультет.
В 1981 году, еще будучи студенткой, была приглашена на работу в Ленинградский дворец молодежи (ЛДМ), который на тот момент был одной из самых современных площадок Ленинграда. Марина Ланда занимала должность концертмейстера, потом хормейстера, а затем была назначена музыкальным руководителем детского ансамбля «Радуга». Там же вместе с театром «Лицедеи» были поставлены спектакли: «Мальчиш-кибальчиш» (композитор Станислав Важов) и «Земля детей» (композитор Сергей Баневич, стихи Татьяны Калининой).
С 1991 года — автор и ведущая популярных музыкальных и детских программ на Радио России («Отдушина», «Музыкальная история», «Когда я был маленьким» и др.). Сюда, после закрытия ЛДМ, Марина Ланда привела вокальную группу бывшего ансамбля «Радуга» для записи радиопостановок. Эта вокальная группа сначала преобразовалась в детский радиотеатр, а затем в музыкальный театр детей «Радуга».
С 1991 года Марина Ланда активно занимается педагогической деятельностью. Разработала и успешно практикует авторскую методику преподавания актерского пения и мастерства с детьми, молодыми актерами, режиссёрами, педагогами. Программа основана на оригинальных упражнениях, совмещающих вокальное и актерское искусство. Преподавала музыкальное воспитание студентам и актерам на режиссерском факультете Государственного института культуры и по приглашению Зиновия Яковлевича Корогодского в Эстетическом центре «Семья». Ведёт мастер-классы в России и за рубежом.
С 2007 года по 2010 год вела программу «Смешные праздники» на канале «ТелеНяня».
Основатель и художественный руководитель «Музыкального театра детей Марины Ланда» (ранее МТД «Радуга»). Театр является лауреатом многочисленных музыкальных и театральных фестивалей, постоянный участник концертов Андрея Петрова, Исаака Шварца, Сергея Баневича, фестиваля Булата Окуджавы, фестиваля Владимира Спивакова в Москве, Фестиваля «Снежные дети» Вячеслава Полунина во Франции и других. В 2019 году МТД отметит 25 лет со дня основания. Многие выпускники МТД Марины Ланда работают в театре, кино и на эстраде.
Вместе с Сергеем Васильевым — композитор, поэт, главный режиссёр МТД, — пишет музыку к фильмам (под оркестровку Дмитрия Бюргановского), сериалам и радиоспектаклям. Марина и Сергей авторы музыки и песен к популярным мультсериалам «Смешарики», «Пин-код», «Тима и Тома», «Малышарики», «Королевство М», авторы песен к благотворительному проекту «Летающие звери», к полнометражным мультфильмам «Смешарики. Начало», «Дежавю», «Легенда о золотом драконе». Композиторы написали музыку для авторских мультфильмов — «Друзья», «Дерево детства», «Чинти», «Теория Заката», «Как медведь друга искал» и многих других. Авторы музыки к сериалу «Агентство „Золотая пуля“», фильму «Тимур и его команда» (Беларусьфильм), спектаклям Молодёжного театра на Фонтанке («Лев зимой», «Любовные кружева», «Школа налогоплательщиков»), нескольких радиопостановок.
Принимает участие в работе жюри и в составе экспертной группы в различных музыкальных и анимационных фестивалях и конкурсах.
Победительница конкурса «Весна романса» (в номинации композитор и автор стихов).
Лауреат Национальной анимационной премии «ИКАР» в номинации «Композитор» (2018).
Песни из мультсериала «Летающие звери» — номинант Национальной Анимационной премии.

## Фильмография

### Композитор
- 1988 — Взрослые и дети (концерт)
- 2002 — Агентство "Золотая Пуля" (телесериал)
- 2004—2012 — «Смешарики»
- 2005 — «Холодильник и другие…» (телесериал)
- 2006—2007, 2020—2021 — «Смешарики. Азбука безопасности»
- 2007—2010 — «Смешные праздники»
- 2008—2010, 2012 — «Смешарики. Азбука здоровья»
- 2008 — «Смешарики. Азбука прав ребёнка»
- 2009—2011 — «Смешарики. Пин-код (Пилотные серии)»
- 2009, 2012—2013 — «Смешарики. Азбука дружелюбия»
- 2009 — «Смешарики. Азбука чтения»
- 2011 — «Смешарики. Азбука мобильного этикета»
- 2011 — «Смешарики. Начало»
- 2011—2017, 2019—2021 — «Смешарики. Пин-код»
- 2012—2013 — «Смешарики. Новые приключения»
- 2012—2018 — «Летающие звери»
- 2015—2023 — «Тима и Тома»
- 2015—наст. время — «Малышарики»
- 2016—2018 — «Смешарики. Спорт»
- 2016 — «Смешарики. Легенда о золотом драконе»
- 2017—2018 — «Смешарики. Азбука интернета»
- 2018 — «Смешарики. Дежавю»
- 2018—2020 — «Смешарики. Азбука финансовой грамотности»
- 2018—2020 — «Пиратская школа»
- 2019—2020 «Смешарики. Азбука защиты леса»
- 2019 — «Как медведь друга искал»
- 2019 — «Смешарики. Азбука цифровой грамотности»
- 2020 — «Белка и Стрелка. Карибская тайна» («Песня медуз»)
- 2020 — наст. время — «Смешарики. Новый сезон»
- 2020 — «Смешарики. Азбука недвижимости»
- 2020 — «Смешарики. Азбука профессий будущего»
- 2021 — «Панда и Крош»
- 2022 — «Смешарики. Азбука дружбы народов»
- 2022—2024 — «Смешарики снимают кино»
- 2024 — «Малышарики. День рождения»

### Художественный руководитель
- 1999—2000 — «Приключения в Изумрудном городе»

### Актриса
- 2005 — «Братва» — учительница в автобусе (11 серия)

## На радио
- «Отдушина» (совместно с Михаилом Черняком, 1993—1998)
- «Кинофокусы»
- «Когда я был маленьким»
- «Музыкальная история»